# Ceweensürengijn Cogbadrach
Ceweensürengijn Cogbadrach (mong. Цэвээнсүрэнгийн Цогбадрах, ur. 1 stycznia 1998) – mongolski zapaśnik walczący w stylu wolnym. 
Brązowy medalista mistrzostw świata w 2024. Wicemistrz Azji w 2025. Trzeci na mistrzostwach Azji kadetów w 2013 roku. 